# 大久保そりや
大久保 そりや（おおくぼ そりや、1932年 - 2016年12月）は、日本の在野研究者（言語学、マルクス主義）。英米SF翻訳家。

## 経歴・人物
別名義に、小堀 靖生、おおくぼそりやがある。徳島市生まれ、1955年に京都大学文学部言語学科卒業。
大学卒業後も『早稲田大学新聞』（早稲田大学新聞会）、『情況』第1期（情況出版）等の左派系媒体にソシュール言語学や現代思想に関する論考を数多く発表していた。大学在学時からカール・マルクスや梯明秀の影響を受け、疎外論を重視する立場であった大久保は、やがてその立場から人間存在と言語との関係性を考究するようになり、「言語共産学」と称する独自の言語思想を提起するに至っていく。
また戦後日本SFの論者としても、1962年『悪魔運動』誌に小堀名義で発表した「SF論序」において、SFを「サイエンス・フィクション」ではなく「スペキュレイティヴ・フィクション」として位置付けていた。この論文を根拠として、日本で初めて「スペキュレイティヴ・フィクション」という名称を用いたと見做されている。1970年代には『季刊NW-SF』誌上において、「共産主義的SF論」を連載した（未完）。

## 作品リスト

### 単著
- 『言語學批判と共産主義 - 言語共産學序説』（永井出版企画） 1971年
- 『共産主義的人間活動論 第1部 性活動論』（季節社） 1972年
- 『言語労働過程 - 直接的・同定的・異定的言語体の形成=取得の諸形態』（楡山書房 / ゆかげ・むつろま協会） 1980年

### 共著
- 『吉本隆明をどうとらえるか』（北川透, 片岡啓治, 竹内成明, 時枝誠記, 重尾隆四, 平田武靖, 遠丸立共著、芳賀書店） 1970年
- 『黒田寛一をどうとらえるか』（高知聰, 喜里山博之, 長崎浩, 降旗節雄, 富岡裕, 成岡庸治共著、芳賀書店） 1971年
- 『革命的暴力とは何か?』（全日本学生自治会総連合情宣部編、こぶし書房） 1971年

### SF作品翻訳
- 『内側の世界』（ロバート・シルヴァーバーグ、小川みよ共訳、サンリオSF文庫） 1986年